# ウォルター・コーン
ウォルター・コーン（Walter Kohn、1923年3月9日 - 2016年4月19日）はオーストリア生まれの理論物理学者。ヴァルター・コーンと表記されることもある。
1998年のノーベル化学賞を、ジョン・ポープルと共に受賞した。受賞理由は、化学物質の性質や反応過程の量子化学理論の構築に対する貢献。特に密度汎関数法に関する研究で主導的な役割を果たしたことを評価された。

## 生涯
オーストリア第一共和国のウィーンで生まれる。ナチスの迫害を受けて1939年にイギリスを経てカナダのケベック・シティーに移住するが、両親はアウシュヴィッツで亡くなった。1945年にトロント大学を卒業し、ハーバード大学でジュリアン・シュウィンガーの指導を受け、1948年に物理学のPh.D.を取得した。1950年からカーネギーメロン大学に移り、「コーンの変分法」という手法で核子散乱の研究をした後、KKR法の提案などを行なった。1952年にアメリカ合衆国の市民権を取得している。
1960年にカリフォルニア大学サンタバーバラ校に転勤した。1964年にはパリの高等師範学校を訪れた際に密度汎関数法を提唱し、これが1998年のノーベル化学賞受賞につながった。ピエール・ホーエンバーグとともに同年に発表した不均質電子ガスについての論文では、基底状態の電子密度分布が与えられれば系に与えられた不均一な外場を再現することが出来ることを証明し、また基底状態の電子密度を見いだすために必要なホーヘンベルグ・コーンのエネルギー密度汎関数を与え、密度汎関数法の理論的根拠を確立した。1965年には、リュウ・シャムとともに発表した論文において、多電子系の電子密度を相互作用のない参照系における波動関数（コーン・シャム軌道）を経由して求めるコーン・シャム方程式を導いた。
また、これに前後して金属フォノンにおけるコーン異常などを研究した。
カリフォルニア大学サンタバーバラ校の教授を務め、国際量子分子科学アカデミーの会員であった。世界平和に関する学部学生向けの講義なども担当し、ロナルド・レーガンのスターウォーズ計画には反対の姿勢を示していた。

## 受賞歴
- 1961年 - オリバー・E・バックリー凝縮系賞
- 1988年 - アメリカ国家科学賞
- 1998年 - ノーベル化学賞